# (10008) Raisanyo
(10008) Raisanyo – planetoida z pasa głównego asteroid okrążająca Słońce w ciągu 4,54 lat w średniej odległości 2,74 j.a. Została odkryta 18 lutego 1977 roku. Przed nadaniem nazwy planetoida nosiła oznaczenie tymczasowe (10008) 1977 DT2.